# Bustul prof. Gheorghe Munteanu Murgoci din București
Bustul prof. Gheorghe Munteanu Murgoci, dezvelit în anul 1932, este opera sculptorului român Frederic Storck. Realizat din bronz, bustul este așezat pe un soclu placat cu plăci de granit. În partea de sus a soclului este fixată o placă de marmură pe care este scris: 
| GHEORGHE MUNTEANU MURGOCI 1872-1925 |

Gheorghe Munteanu Murgoci (n. 20 iulie 1872, Măcin - d. 5 martie 1925) a fost un geolog, mineralog și pedolog român, care împreună cu Nicolae Iorga și Vasile Pârvan și-a înscris numele printre fondatorii „Institutului de Studii Sud Est Europene” din București. A fost  membru corespondent al Academiei Române.
Bustul este înscris în Lista monumentelor istorice 2010 - Municipiul București - la nr. crt. 2312, cod LMI B-III-m-B-19996.
Monumentul este amplasat în curtea Muzeului Național de Geologie de pe Șoseaua Kiseleff nr. 2, sector 1.